# Villapiana
Villapiana est une commune de la province de Cosenza, dans la région de Calabre, en Italie.

## Géographie

### Hameaux
Les frazione de la commune de Villapiana sont Centro, Lido et Scalo.

### Communes limitrophes
La commune est limitrophe de Cassano allo Ionio, Cerchiara di Calabria, Plataci et Trebisacce.

## Administration
| Période                                  | Période | Identité | Étiquette | Qualité |
| ---------------------------------------- | ------- | -------- | --------- | ------- |
|                                          |         |          |           |         |
| Les données manquantes sont à compléter. |         |          |           |         |

## Culture

### Audiovisuel
En 2020, le réalisateur italien Michelangelo Frammartino tourne dans la commune le film Il buco (2021) qui retrace l'histoire de la première exploration complète de l'abîme de Bifurto, une grotte du parc national du Pollino et l'une des plus profondes au monde avec 683 mètres.